# 新宿 (千葉市中央区)
新宿（しんじゅく）は、千葉県千葉市中央区の町名。現行行政地名は新宿一丁目及び新宿二丁目。郵便番号260-0021。

## 地理
千葉市中央区の中心部に位置し、京成電鉄千葉中央駅と千葉都市モノレール市役所前駅との間にわたる市街地にあたる、平坦な低地。北で新田町、北東の道路上の一点で富士見、東で本千葉町、南で神明町、南西で問屋町、西の道路上の一点で千葉港と隣接する。千葉中央駅西口から国道357号に向かって、町の中央部を公園（新宿緑道）が横切る。大規模商業施設は存在しない。

### 地価
住宅地の地価は、2017年（平成29年）の公示地価によれば、新宿2-7-12の地点で28万1000円/m2となっている

## 世帯数と人口
2017年（平成29年）9月30日現在の世帯数と人口は以下の通りである。
| 丁目       | 世帯数    | 人口    |
| ---------- | --------- | ------- |
| 新宿一丁目 | 1,358世帯 | 2,248人 |
| 新宿二丁目 | 1,699世帯 | 3,797人 |
| 計         | 3,057世帯 | 6,045人 |

## 小・中学校の学区
市立小・中学校に通う場合、学区は以下の通りとなる。
| 丁目       | 番地 | 小学校             | 中学校             |
| ---------- | ---- | ------------------ | ------------------ |
| 新宿一丁目 | 全域 | 千葉市立新宿小学校 | 千葉市立新宿中学校 |
| 新宿二丁目 | 全域 | 千葉市立新宿小学校 | 千葉市立新宿中学校 |

## 交通

### 鉄道
鉄道は地内を通っていない。最寄駅は京成千原線･京成千葉線千葉中央駅になる。西端では千葉都市モノレール市役所前駅、千葉都市モノレール・JR東日本京葉線千葉みなと駅も利用できる。

### 道路
- 国道357号
- 千葉県道217号本千葉停車場線

## 施設
- 千葉新宿郵便局
- 千葉市新宿公民館
- 千葉市立新宿小学校
- 双葉幼稚園
- 新宿保育所
- 千葉県豆腐会館
- 新宿青年会館
- 秋葉学園千葉情報経理専門学校
- 新宿緑道（新宿公園）
- 上中緑地
- アサヒボウリングセンター
- 韓国民団会館
- 白幡神社